# San Vitaliano
San Vitaliano – miejscowość i gmina we Włoszech, w regionie Kampania, w prowincji Neapol.
Według danych na rok 2004 gminę zamieszkiwały 5564 osoby, 1112,8 os./km².